# Juan García Ábrego
Artikeln följer den spanska namnseden; faderns efternamn är García och moderns efternamn Ábrego.
Juan García Ábrego, går under smeknamnet La Muneca (svenska: Dockan), född 13 september 1944 i Matamoros i Mexiko eller La Paloma, Texas i USA, är en mexikansk dömd knarkkung.
Hans farbror Juan Nepomuceno Guerra var den som grundade Gulfkartellen och García Ábrego anslöts sig till ledarskiktet på 1970-talet. Efter att den konkurrerande Guadalajarakartellen kollapsade på slutet av 1980-talet, då tog Gulfkartellen över de östra delarna av Mexiko. García Ábrego tog senare över ledarrollen från Guerra.
Han anses vara den ansvarige till att de mexikanska drogkartellerna gick från att bara smuggla narkotika till att även bli försäljare av narkotika. Detta blev till efter att han lyckades förhandla med colombianska Calikartellen om att få 50% av kokainförsändelserna som betalning mot att han och hans kartell tog alla risker och de tog ansvaret att både lagra och smuggla kokainet. Det draget gav honom en enorm rikedom. Departementet för Mexikos justitieminister anklagade García Ábrego och Gulfkartellen om att smuggla in 150–200 ton till USA årligen och där de hade intäkter på 1,1–1,6 miljarder amerikanska dollar varav 500–800 miljoner dollar i förtjänst. Den amerikanska affärstidskriften Fortune uppskattade hans personliga förmögenhet till att vara på 15 miljarder dollar på mitten av 1990-talet.
Den 9 mars 1995 satte den amerikanska federala polismyndigheten Federal Bureau of Investigation (FBI) upp García Ábrego på deras efterlysningslista FBI Ten Most Wanted Fugitives, vilket gjorde att han blev den första icke-amerikanska narkotikasmugglaren i ledarställning som sattes upp på listan. Den 14 januari 1996 blev han arresterad på en ranch i Monterrey när mexikanska narkotikapoliser stormade den och blev dagen därpå utlämnad till USA. García Ábrego ställdes inför federal domstol i september samma år och i oktober fälldes han på alla åtalspunkter av domstolen. De fann honom skyldig till att smuggla in 15 ton kokain och tvättat 10,5 miljoner dollar. Den 31 januari 1997 dömdes han till elva livstidsstraff och 128 miljoner dollar i böter. García Ábrego fick också ytterligare 350 miljoner dollar i tillgångar beslagtagna av USA:s federala statsmakt. Han är placerad på United States Penitentiary, Hazelton i West Virginia i USA.